# Prvenstvo Anglije 1924
Prvenstvo Anglije 1924 v tenisu.

## Moški posamično
Jean Borotra :  René Lacoste, 6-1, 3-6, 6-1, 3-6, 6-4

## Ženske posamično
Kitty McKane Godfree :  Helen Wills, 4-6, 6-4, 6-4

## Moške dvojice
Frank Hunter /  Vincent Richards :  Richard Norris Williams /  Watson Washburn 6–3, 3–6, 8–10, 8–6, 6–3

## Ženske dvojice
Hazel Wightman /  Helen Wills :  Phyllis Covell /  Kathleen McKane 6–4, 6–4

## Mešane dvojice
Kathleen McKane  /  John Gilbert :  Dorothy Shepherd Barron /  Leslie Godfree 6–3, 3–6, 6–3